# Sander Westerveld
Sander Westerveld (Enschede, Países Bajos, 23 de octubre de 1974) es un exfutbolista neerlandés. Jugaba de portero y su último equipo fue el Ajax Cape Town Football Club, donde actualmente se desempeña como entrenador de porteros.
El punto culminante de su carrera, que se ha desarrollado en cinco diferentes países (Países Bajos, Inglaterra, España, Italia y Sudáfrica) fue el triplete que obtuvo en 2001 con el Liverpool FC, ganando la FA Cup, la Football League Cup y la Copa de la UEFA. En España es recordado principalmente como el portero de la Real Sociedad de Fútbol, que fue sorprendente subcampeona de Liga en la temporada 2002-03. Westerveld fue componente de la selección que representó a los Países Bajos en la Eurocopa de Fútbol de 2000 y en la Eurocopa de Fútbol de 2004; pero nunca tuvo una destacada participación en su selección, con la que solo obtuvo 6 internacionalidades. La figura de Edwin van der Sar le relegó a la suplencia en la selección "tulipán" durante su carrera.

## Trayectoria
Comienza su carrera como profesional en el Twente neerlandés en el cual pasó 2 años. Esto le llevó a fichar por el Vitesse, también neerlandés y en el cual estuvo 3 años.

### Liverpool FC (1999-2001)
Tras finalizar la temporada 1998-99 en la que ayudó al Vitesse a clasificarse para Europa, Westerveld fue vendido al Liverpool FC, como sustituto de David James, traspasado a su vez por el Liverpool FC al Aston Villa FC.  Westerveld se convirtió en el portero más caro de la historia del fútbol británico hasta el momento, ya que su fichaje costó a los "reds" la suma de £4.000.000.
Westerveld realizó su debut con el Liverpool ante el Sheffield Wednesday el 7 de agosto de 1999 en una victoria por 1-2 a domicilio.  El 28 de agosto de 1999, detuvo un penalti a Davor Šuker en la victoria del Liverpool por 2-0 sobre el Arsenal. El guardameta neerlandés fue titular durante esa temporada contando con la total confianza del entrenador Gérard Houllier y Westerveld justificó esa confianza tomando un papel de liderazgo en el retorno del Liverpool a Europa (el Liverpool fue 4.º) y siendo el portero menos goleado de la Premier League durante la temporada 1999-2000.
Durante la temporada 2000-01 la carrera de Westerveld tocó techo en el Liverpool FC. De nuevo fue titular y en Liga el Liverpool mejoró la actuación de la temporada anterior, quedando en tercer lugar y clasificándose para la ronda previa de la Champions League. Sin embargo esa temporada pasó a la historia del Liverpool FC por el "triplete" que el equipo "red" conquistó en las competiciones coperas. El Liverpool se hizo con la Football League Cup (Copa de la Liga), la FA Cup y finalmente la Copa de la UEFA en la que derrotó al Deportivo Alavés en una histórica final que acabó en 5-4 con gol de oro. Westerveld jugó las tres finales y tuvo una actuación especialmente destacada en la victoria de la final de la Copa de la Liga sobre el Birmingham City, en la que detuvo a Andy Johnson el penalti que dio el título al Liverpool en la ronda de penales.
Sin embargo, a pesar de los éxitos cosechados, ya en la recta final de esa segunda campaña, Westerveld comenzó a ser objeto de críticas por parte de los medios de comunicación y aficionados. Al comienzo de la temporada 2001-02 empezó siendo titular y ganó la Charity Shield 2001 y la Supercopa de Europa, defendiendo la meta del Liverpool en ambos encuentros. Sin embargo su suerte quedó en cierto modo sellada tres días después de la Supercopa cuando tuvo una "cantada" en el partido de Liga ante el Bolton Wandereres del 27 de agosto de 2001 que supuso la derrota del Liverpool por 2-1. Inmediatamente el mánager Gérard Houllier fichó dos nuevos porteros - Jerzy Dudek y Chris Kirkland - mandando a Westerveld a la suplencia. Westerveld no volvió a jugar más con el Liverpool y finalmente, durante el mercado de invierno, fue vendido a la Real Sociedad el 16 de diciembre de 2001 por £3.400.000.

### Real Sociedad (2001-04) y cesión en el Mallorca (2004-05)
Sander Westerveld recaló en el fútbol español en el mercado de invierno de la temporada 2001-02, siendo su destino la Real Sociedad de San Sebastián. La Real ocupaba en ese momento un puesto comprometido en penúltima posición a 4 puntos de la salvación. El técnico realista John Benjamin Toshack no confiaba en ninguno de los dos porteros de la plantilla, ni en el portero titular Alberto, un veterano y experimentado guardameta de la cantera; ni en el internacional sueco Asper, fichado la temporada anterior y que se había desempeñado de forma muy discreta en su primera temporada. El debut de Westerveld con la Real Sociedad se produjo a los pocos días de su llegada, el 22 de diciembre de 2001, en un partido de Liga en la 18.ª jornada en la que la Real Sociedad goleó por 6:0 al Real Valladolid. Westerveld se hizo desde su llegada con la confianza del técnico galés y jugó todos los partidos que restaban de la temporada, salvo uno. Su llegada propició la marcha de Asper, que salió cedido en el mercado invernal hacia Turquía y que fue posteriormente vendido al acabar la temporada. En su primera media campaña en San Sebastián mostró un buen nivel y contribuyó a que su equipo encauzara una mala temporada acabando la Liga sin pasar apuros de última hora. Eso sí, en el camino el principal valedor de su fichaje, Toshack, fue destituido por la mala marcha del club.
Sin embargo Westerveld es recordado en San Sebastián por su segunda temporada en el club, la 2002-03. En una fabulosa temporada la Real consiguió el subcampeonato de Liga, disputando el título al Real Madrid de los Galácticos hasta la última jornada. En aquel equipo entrenado por el francés Raynald Denoueix, con un once titular muy definido, Westerveld fue el indiscutible dueño de la portería. El neerlandés se convirtió en un ídolo de la parroquia txuri-urdin, siendo uno de los más destacados del equipo y uno de los mejores porteros de la liga. El neerlandés logró gracias a esta temporada hacerse con un hueco en la historia del club donostiarra. Westerveld jugó todos los partidos de Liga esa temporada, salvo uno que se perdió por enfermedad.
La temporada siguiente, la 2003-04 fue bastante peor a nivel personal y colectivo. Westerveld debutó en la Champions League donde la Real Sociedad realizó un digno papel logrando superar la fase de grupos aunque el equipo cayó en octavos ante el Olympique de Lyon. En Liga las cosas fueron bastante peor con el equipo en la mitad baja de la tabla. En diciembre Westerveld sufrió una lesión que le apartó por primera vez de la titularidad desde su llegada a San Sebastián. En febrero volvió a la portería txuri-urdin, pero solo la pudo defender durante 5 partidos. En marzo una fractura en un dedo de la mano le hizo causar baja por dos meses, por lo que el guardameta neerlandés dijo prácticamente adiós a la temporada. Reapareció en la última jornada de Liga, una intrascendente victoria por 1:4 ante el Real Madrid en el Santiago Bernabeu, que a la postre fue su último partido oficial como txuri-urdin.
Durante el mes de junio, Westerveld tomó parte en la Eurocopa de Portugal donde su selección llegó hasta semifinales. En dicha competición Westerveld fue suplente de Edwin Van der Sar.
Ese mismo verano de 2004 la Real Sociedad declaró a Westerveld transferible. Al jugador neerlandés le restaba una temporada de contrato y el club donostiarra, ya inmerso en problemas económicos, decidió que lo mejor era tratar de vender al neerlandés, una de las fichas más altas de la plantilla, para sacar algo de dinero y dar minutos al joven y prometedor Asier Riesgo en su lugar. Para forzar su salida fue apartado del primer equipo por el nuevo técnico Amorrortu, aunque la Real no consiguió venderlo durante toda la pretemporada. Pocas horas antes de que se cerrara el mercado estival de fichajes de 2004 (el 31 de agosto), se anunció la cesión de Westerveld al Real Mallorca por una temporada. El Mallorca se hizo cargo del 70% de la ficha del jugador neerlandés.
En el cuadro bermellón las cosas no salieron sin embargo como esperaba, ya que otro joven guardameta, Miguel Ángel Moyá, internacional sub-21 con España, le cerró las puertas de la titularidad. El neerlandés solo jugó 6 partidos de Liga y 2 de Copa durante esa temporada, entre finales de octubre y enero. El equipo balear tuvo una temporada complicada y acabó cerca de los puestos de descenso tras cambiar 2 veces de entrenador.

### Regreso a la Premier League (2005-06)
Tras finalizar su contrato con la Real Sociedad, en julio de 2005 Westerveld regresó a la Premier League, firmando esta vez un contrato de un año con el Portsmouth. A priori iba a ser el titular, por delante de Jamie Ashdown y Kostas Chalkias. Lo fue en los primeros 4 encuentros ligueros, pero no acabó de convencer a Alain Perrin y acabó jugando solo 6 partidos de Liga con el "Pompey" sin ganarse la titularidad. El 24 de febrero de 2006 fue cedido al Everton en una breve cesión de 28 días.  Esto se debió a que el Everton sufrió una crisis temporal de falta de porteros, en la que no pudo contar ni con Nigel Martyn, ni Richard Wright ni Iain Turnerwere durante un breve periodo de tiempo. Westerveld llegó a jugar 2 partidos con el Everton durante su breve cesión. Tras regresar a Portsmouth fue suplente por lo que restaba de temporada.
Al finalizar la campaña Harry Redknapp le anunció que no se le renovaría el contrato.

### Ascenso con el Almería (2006-07)
En verano de 2006 ficha por el Almería, que en ese año militaba en la Segunda División de España. El 19 de mayo de 2007 logra el ascenso con este equipo a Primera División, siendo el portero habitual del Almería durante esa histórica temporada del primer ascenso almeriense a Primera. Tras finalizar su contrato, que era de un año, club y jugador no llegaron a un acuerdo de renovación.

### Carrera posterior (2007-13)
Después de su paso por el Almería, en septiembre de 2007 ficha por el Sparta Rotterdam de la Eredivisie por una temporada. Tras finalizar dicha temporada, y ante el descenso del equipo, Sander anuncia su marcha.
En verano de 2009, después de estar un año sin equipo ficha por un equipo de la Tercera División Italiana, el AC Monza Brianza. Tras dos años jugando en este equipo, en 2011 fichó por el Ajax Cape Town FC donde jugaría otras dos últimas temporadas antes de retirarse en la Premier League de Sudáfrica. Al final de la temporada 2012-13, con 39 años de edad, se rescindió su contrato y pasó a ser entrenador de porteros del club, en Ciudad del Cabo.

## Selección nacional
Westerveld ha sido internacional con la Selección de los Países Bajos en 6 ocasiones.

## Clubes
| Club                         | País         | Año       |
| ---------------------------- | ------------ | --------- |
| FC Twente                    | Países Bajos | 1994-1996 |
| Vitesse                      | Países Bajos | 1996-1999 |
| Liverpool                    | Inglaterra   | 1999-2002 |
| Real Sociedad                | España       | 2002-2004 |
| Real Mallorca                | España       | 2004-2005 |
| Portsmouth                   | Inglaterra   | 2005      |
| Everton                      | Inglaterra   | 2006      |
| UD Almería                   | España       | 2006-2007 |
| Sparta Rotterdam             | Países Bajos | 2007-2008 |
| FC Utrecht                   | Países Bajos | 2009      |
| AC Monza Brianza             | Italia       | 2009-2011 |
| Ajax Cape Town Football Club | Sudáfrica    | 2011-2013 |

## Palmarés

### Campeonatos nacionales
| Título                        | Club      | País       | Año     |
| ----------------------------- | --------- | ---------- | ------- |
| Copa de la Liga de Inglaterra | Liverpool | Inglaterra | 2000-01 |
| Copa de Inglaterra            | Liverpool | Inglaterra | 2000-01 |
| Community Shield              | Liverpool | Inglaterra | 2001    |

### Copas internacionales
| Título              | Club      | Sede     | Año  |
| ------------------- | --------- | -------- | ---- |
| Copa de la UEFA     | Liverpool | Dortmund | 2001 |
| Supercopa de Europa | Liverpool | Mónaco   | 2001 |

(*) Incluyendo la selección